# 無限公司
無限公司（英語：General partnership）是指一种公司股东对公司债务承担无限连带责任的公司形式。
無限公司亦分無股份劃分之無限公司及有股份劃分的無限公司，不過股份劃分並不影響股東對公司承擔的責任。因承擔責任風險等因素，今以無限公司型態成立的商業團體並不普遍。
依據中華民國公司法第二章第40條規定，無限公司須由二人以上之股東所組織，其中至少一人要在中華民國境內有住所，設立後如股東變動，不足二人時，該無限公司即須解散。
開設無限責任公司通常較快捷，且成本較低。不過，無限責任公司需要向稅務局登記，並要備存足夠的業務記錄最少7年。壞處是無限責任。如果無限公司虧損或欠債，公司東主或負責人要承擔所有責項，亦可能因此而破產。

## 外部連結
- 中華民國《公司法》全文（民國107年（2018年）8月1日修正）（页面存档备份，存于）